# Подкомитет Сената по Морским силам
Подкомитет Сената по Морским силам (англ. United States Senate Armed Services Subcommittee on Seapower) — является одним из шести подкомитетов Комитета Сената США по вооружённым силам.

## Юрисдикция
Подкомитет обладает юрисдикцией над всеми ВМС, Корпусом морской пехоты, в том числе и не тактических воздушных программ, и резервом флота.

## Представители, 114-й конгресс

### Республиканская партия (большинство в палате)
- Роджер Уикер, Миссисипи, Председатель
- Джефф Сессионс, Алабама
- Келли Эйотт, Нью-Хэмпшир
- Майкл Раундз, Южная Дакота
- Том Тиллис, Северная Каролина
- Дэн Салливан, Аляска
- Тед Круз, Техас
- Джон Маккейн (по согласованию), Аризона

### Демократическая партия (меньшинство в палате)
- Мэйзи Хироно, Гавайи, Заместитель
- Билл Нелсон, Флорида
- Джин Шэин, Нью-Хэмпшир
- Ричард Блументал, Коннектикут
- Тим Кейн, Виргиния
- Энгус Кинг (независимый), Мэн
- Джек Рид (по согласованию), Род-Айленд